# Březina (Luká)
Březina (německy Birken) je malá vesnice, část obce Luká v okrese Olomouc. Nachází se asi 2,5 km na severozápad od Luké. V roce 2009 zde bylo evidováno 34 adres. V roce 2001 zde trvale žilo 23 obyvatel.
Březina je také název katastrálního území o rozloze 2 km2.

## Historie
Ves byla roku 1364 prodána Adamem z Konice panu Bohušovi ze Slavoňova.
Ve vesnici fungovala v 19. století škola. V roce 1960 byla vesnice připojena k Luké, která se tímto stala střediskovou obcí.

## Obyvatelstvo

### Struktura
Vývoj počtu obyvatel za celou obec i  za jeho jednotlivé části uvádí tabulka níže, ve které se zobrazuje i příslušnost jednotlivých částí k obci či následné odtržení. 
| Místní části   | Místní části | 1869 | 1880 | 1890 | 1900 | 1910 | 1921 | 1930 | 1950 | 1961 | 1970 | 1980 | 1991 | 2001 | 2011 |
| -------------- | ------------ | ---- | ---- | ---- | ---- | ---- | ---- | ---- | ---- | ---- | ---- | ---- | ---- | ---- | ---- |
| Počet obyvatel | část Březina | 180  | 168  | 149  | 142  | 144  | 122  | 113  | 97   | 77   | 69   | 32   | 24   | 23   | 19   |
| Počet domů     | část Březina | 27   | 27   | 27   | 29   | 29   | 28   | 28   | 25   | -    | 23   | 15   | 21   | 23   | 25   |

## Přírodní poměry
Západně od obce, avšak v jejím katastru, se rozkládá národní přírodní rezervace Špraněk. Jeho území je tvořeno vápencem s četným výskytem krasových jevů, z nichž nejvýznamnější je komplex Javoříčských jeskyní.
Pod vesnicí se nachází menší závrt s ponorem.
Západní hranici katastru tvoří potok Špraněk.

## Společenský život
Ve vesnici je provozována honební společnost Luká-Březina.

## Fotogalerie

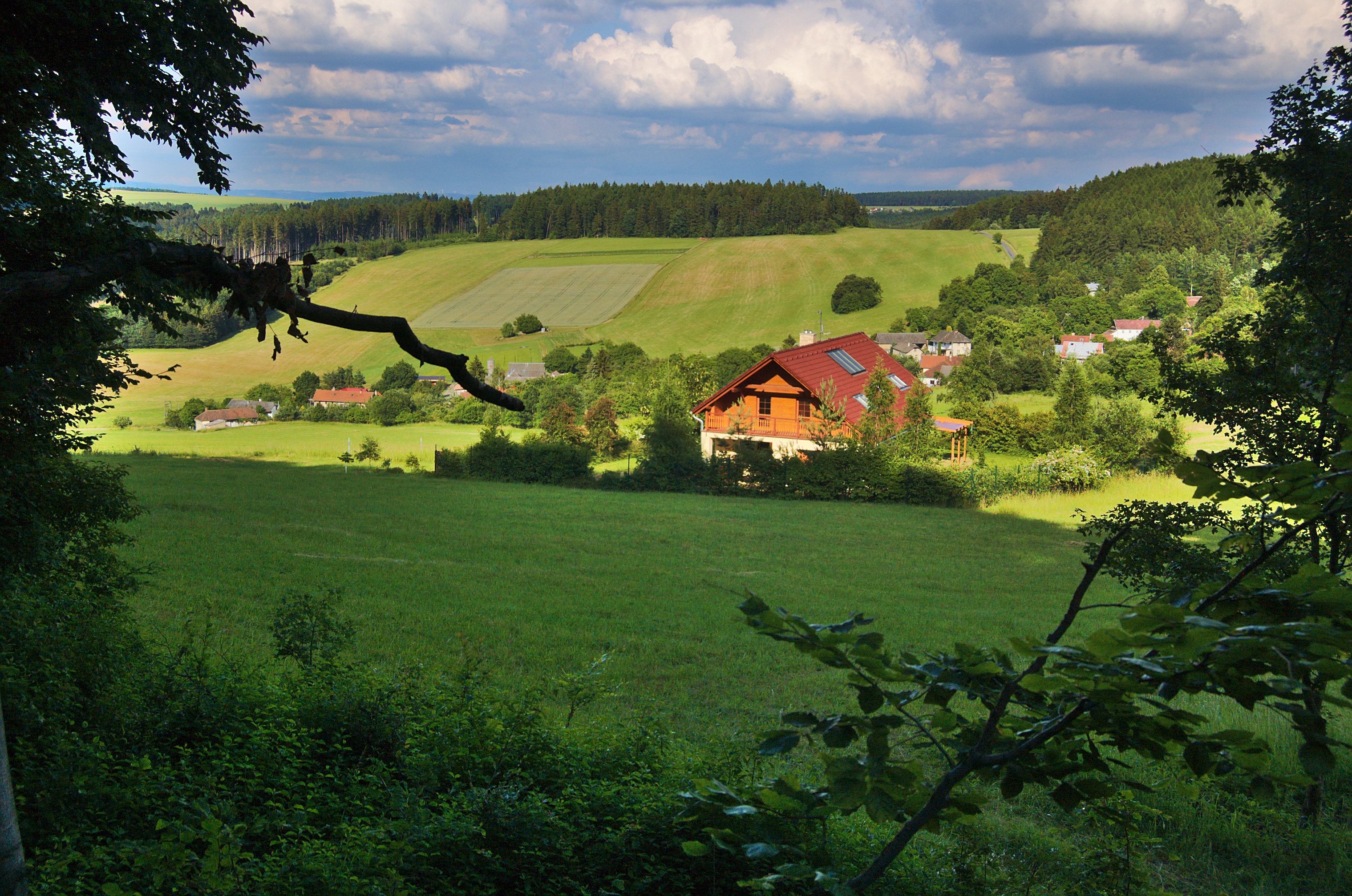
Pohled na obec od západu
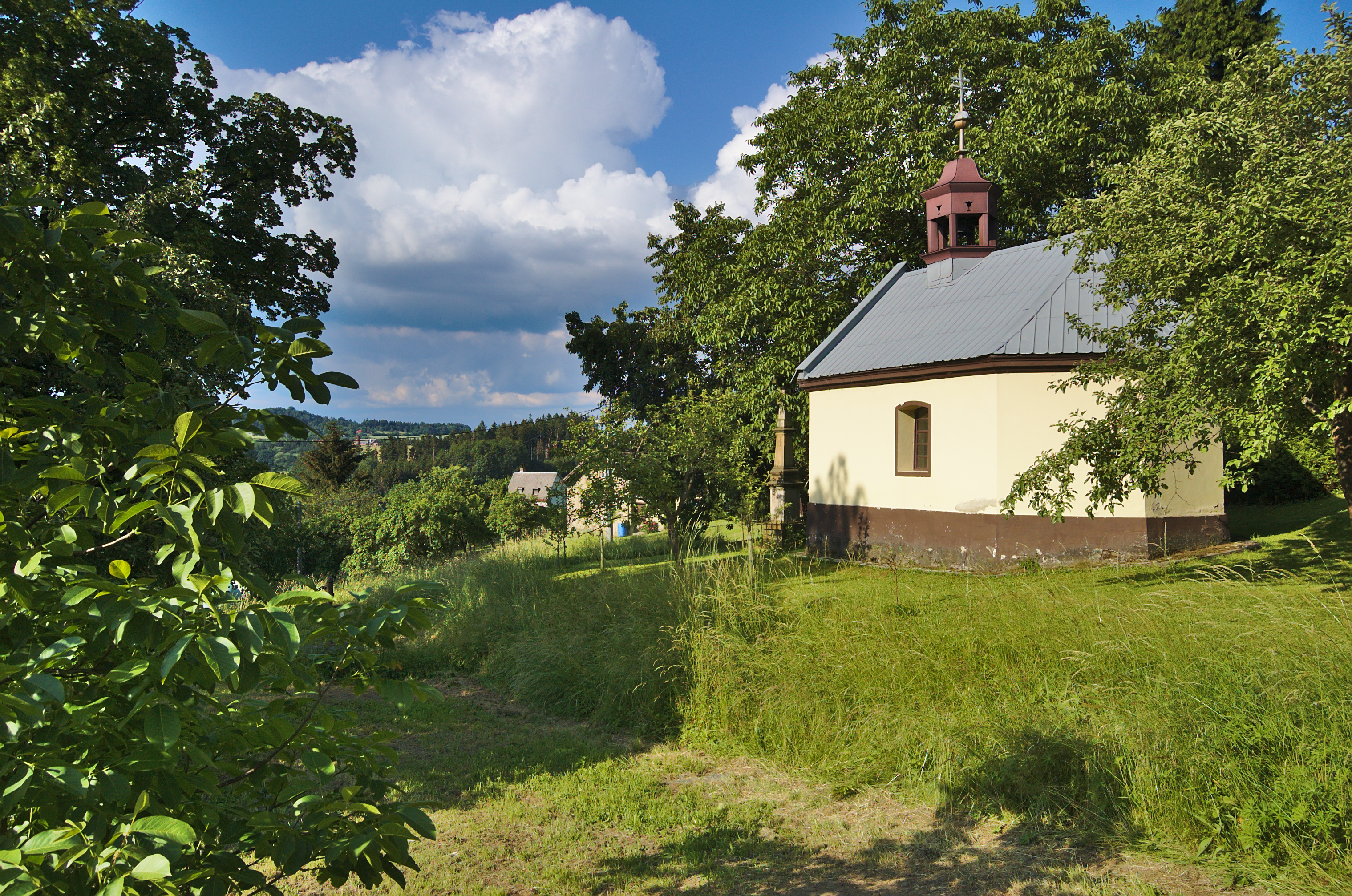
Kaple na návsi
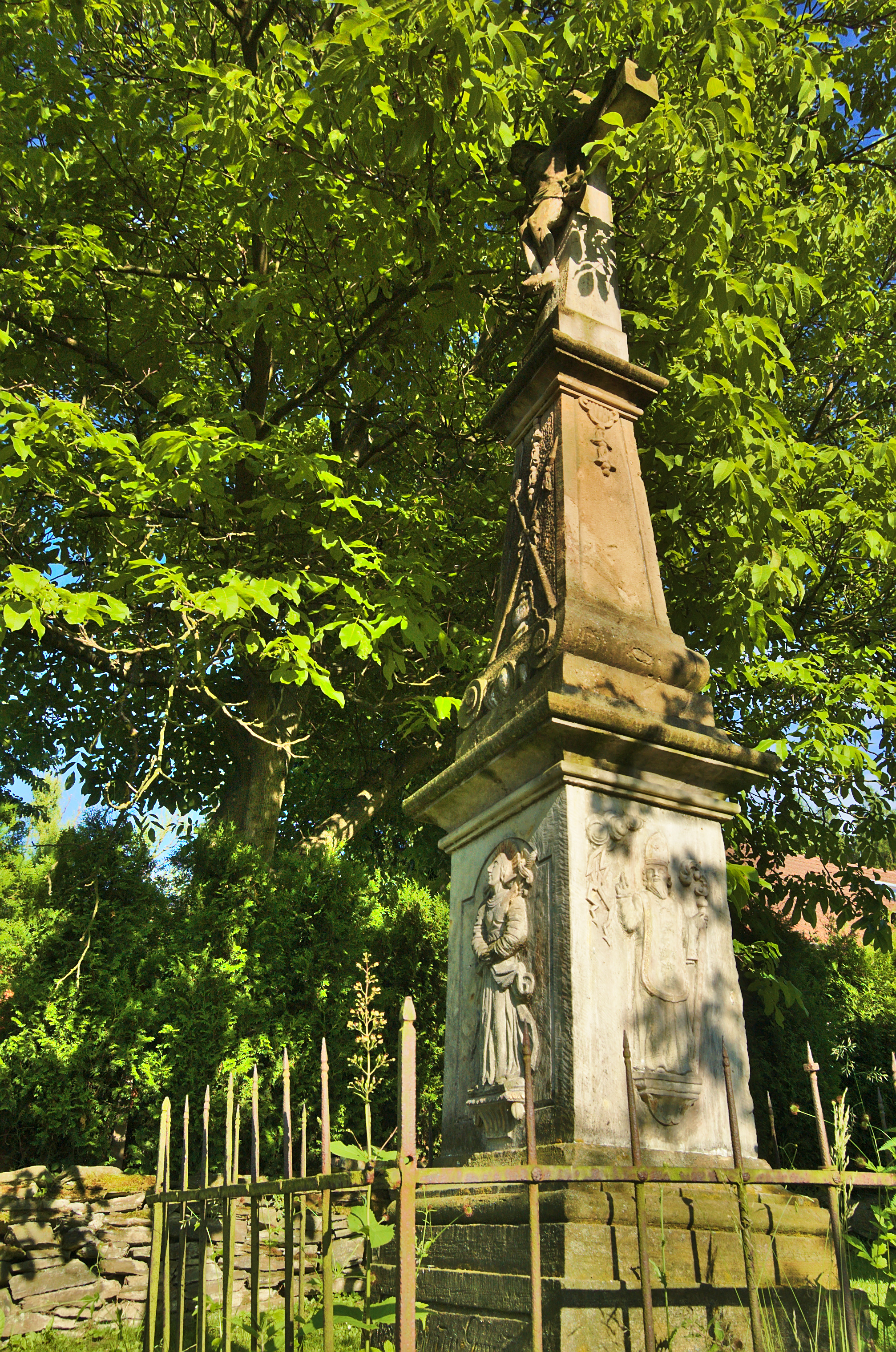
Kříž před kaplí
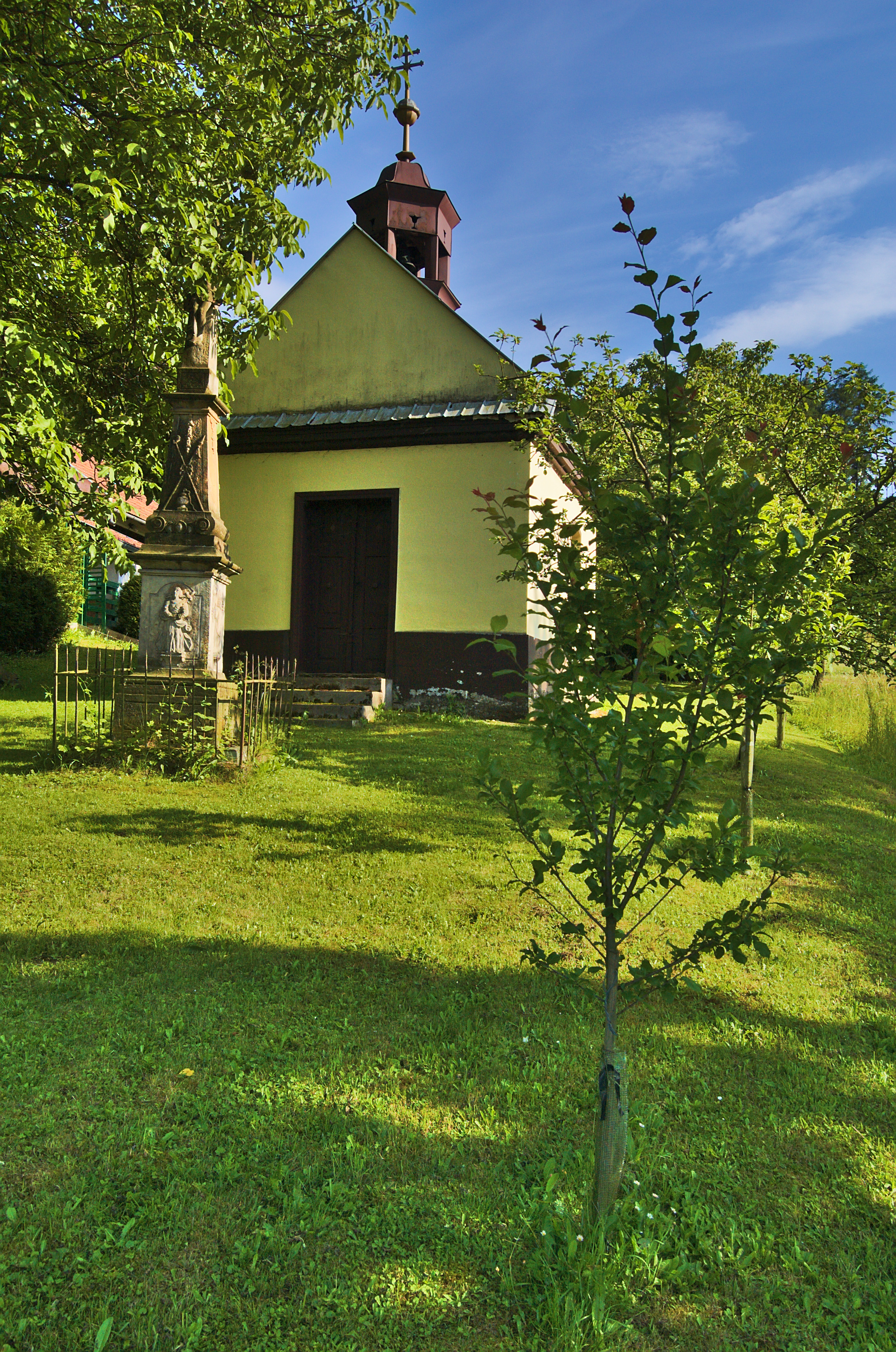
Kaple a kříž
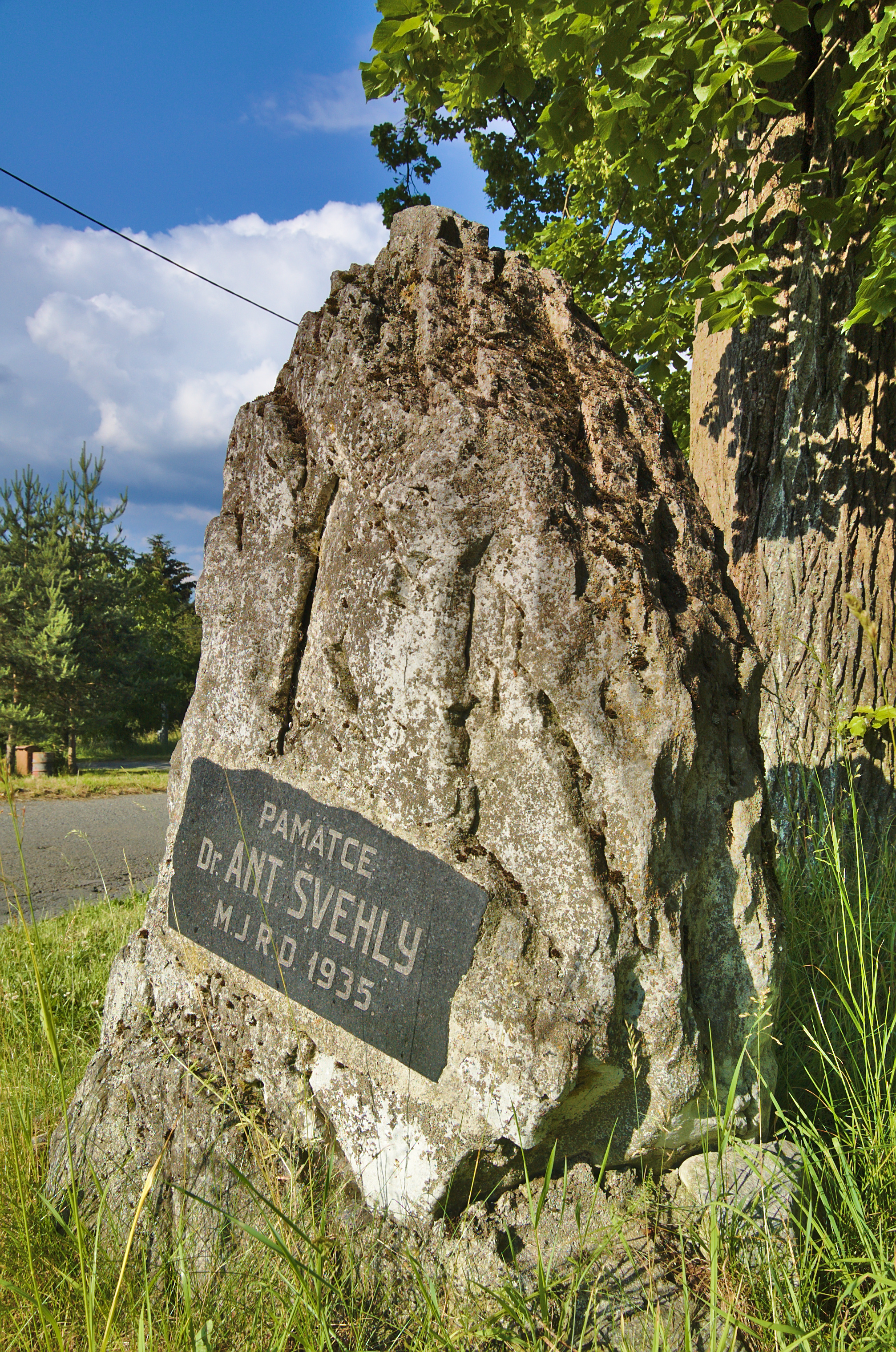
Památník Antonínu Švehlovi
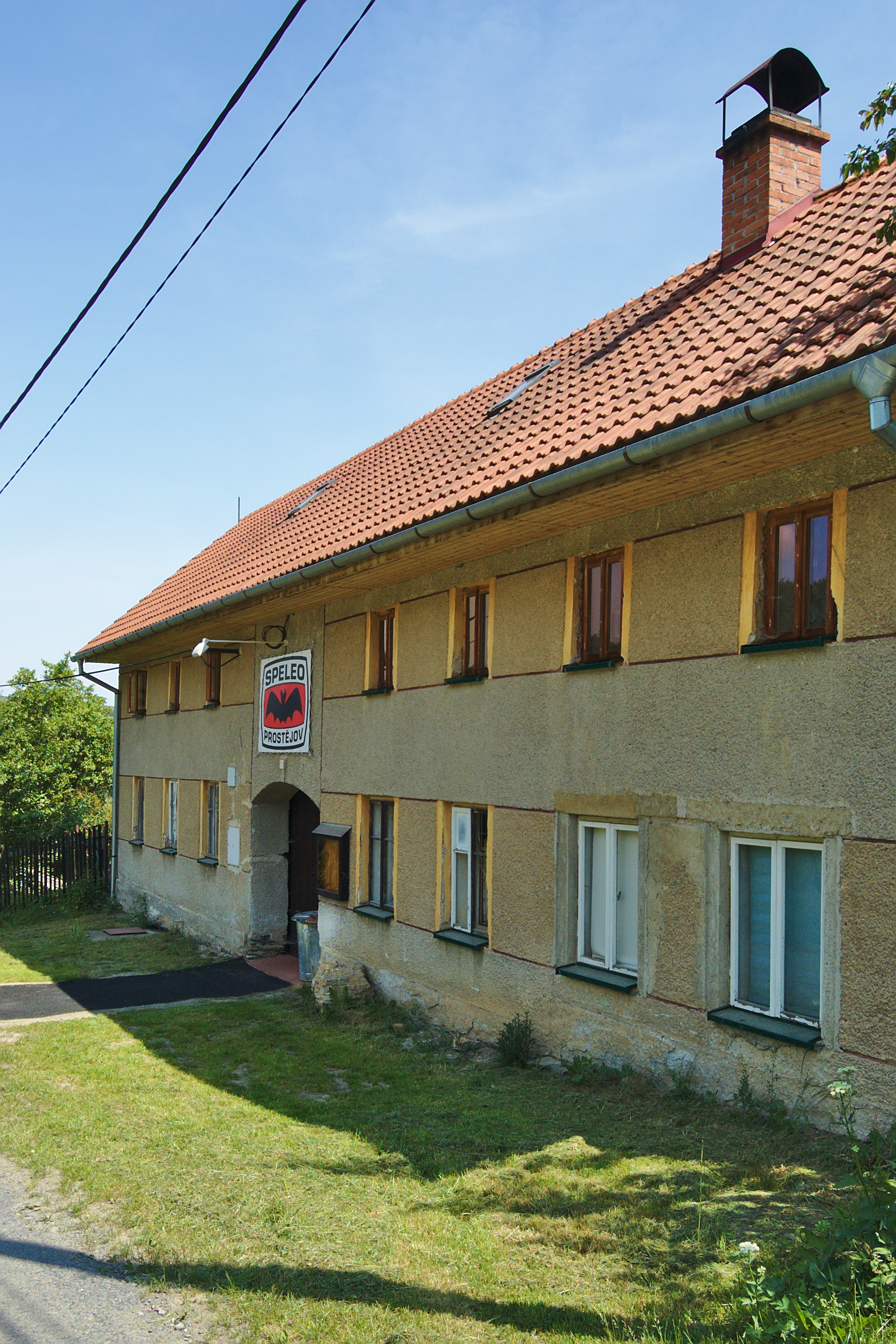
Základna ZO 7-03 Javoříčko